# Connect (empresa)
CONNECT é um estúdio de animação japonês que é uma divisão da Silver Link,Inc O estúdio foi inicialmente fundado como CONNECT, Inc. (株式会社コネクト, Kabushiki-gaisha Purodakushon Konekuto) em abril de 2012, como uma subsidiária da Silver Link, mas mais tarde foi totalmente absorvido e dissolvido em sua empresa-mãe Em 17 de julho de 2020,e que todos os direitos seriam herdados pela Silver Link.
A maioria dos trabalhos de Connect foram coproduções com sua empresa-mãe. Começando com o   Monster Strike web anime, o estúdio estava trabalhando menos com sua empresa-mãe, produzindo produções solo como Strike the Blood III, Senryu Girl, e Oresuki.

## Séries De TV
- Strike the Blood (2014)[4]
- Chaos Dragon (2015)[5]
- Ange Vierge (2016)[6]
- Armed Girl's Machiavellism (2017)[7]
- Death March to the Parallel World Rhapsody (2018)[8]
- Senryu Girl (2019)[9]
- Oresuki (2019)[10]

## OVA/ONAs
- Bonjour Sweet Love Patisserie (2014)
- Alice in Borderland (2014)[11]
- Strike the Blood: Valkyria no Ōkoku-hen (2015)
- Strike the Blood II (2016)[12]
- Monster Strike: Rain of Memories (2016)[13]
- Armed Girl's Machiavellism (2017)[14]
- Strike the Blood III (2018)[15]
- Strike the Blood: Kieta Seisō-hen (2020)[16]
- Strike the Blood IV (2020)
- Oresuki (2020)[17]